# Miloš Jakeš

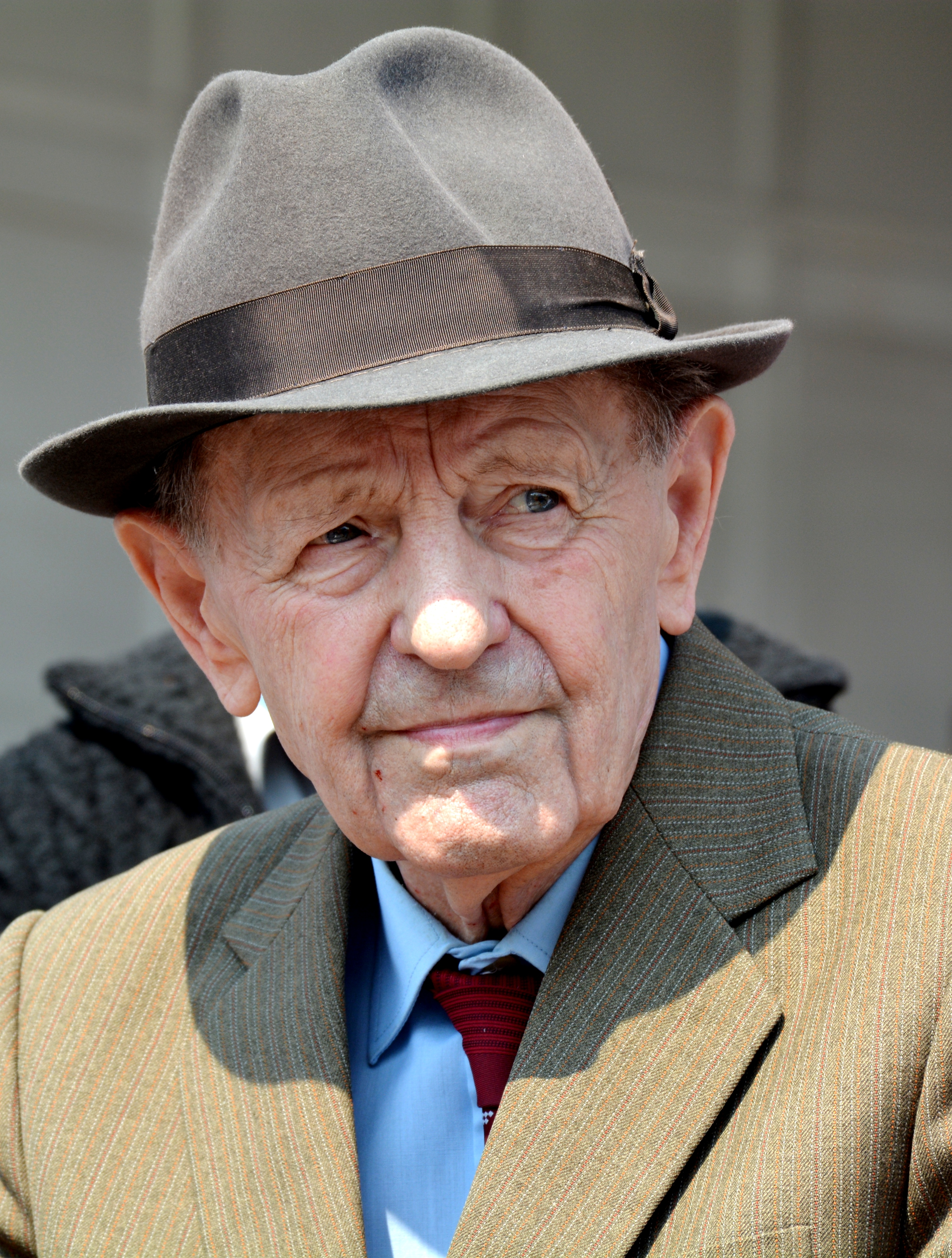
Miloš Jakeš (2014)

Miloš Jakeš (ursprünglich Milouš Jakeš; * 12. August 1922 in České Chalupy, Okres Český Krumlov, Tschechoslowakei; † 10. Juli 2020 in Prag) war ein tschechoslowakischer kommunistischer Politiker. Von 1987 bis 1989 war er Generalsekretär des Zentralkomitees der Kommunistischen Partei der Tschechoslowakei (KPČ).

## Leben

### Herkunft und Ausbildung
Jakeš wuchs in einer armen, von Handwerk und Kleinlandwirtschaft lebenden Familie als eines von fünf Kindern auf. Ab 1937 durchlief er eine Ausbildung zum Monteur in den Baťa-Werken, wo er danach in diesem Beruf arbeitete. Gleichzeitig dazu studierte er an einer Fachschule für Elektrotechnik und schloss dieses Studium 1944 erfolgreich ab.

### Politische Karriere
Im Mai 1945 wurde er in die KPČ aufgenommen und engagierte sich dort vor allem im Bereich der Jugendpolitik. Bereits 1946 wurde er Mitglied des ZK des Tschechoslowakischen Jugendverbandes (Československý svaz mládeže, ČSM). 1950 wurde er zu dessen Vorsitzenden gewählt. 1952 wurde Jakeš Sekretär des ZK der ČSM für Kultur, ideologische Fragen und internationale Angelegenheiten, was er bis 1955 blieb.
1955 bis 1958 studierte Jakeš an der Parteihochschule des ZK der KPdSU in Moskau und arbeitete danach im Apparat der KPČ. Nach diesem Studium übte Jakeš verschiedene Positionen in Staat und Partei aus, bevor er Ende der 1980er Jahre an die Spitze der Partei trat.
1968 gehörte er zu der Fraktion, die in Zusammenarbeit mit der Sowjetunion den Prager Frühling niederschlug. Ab 1977 war er Mitglied des Zentralkomitees, ab 1981 des Präsidiums des Zentralkomitees.
Im Dezember 1987 wurde er als Nachfolger von Gustáv Husák, der Staatspräsident blieb, Generalsekretär des ZK der KPČ. Am 24. November 1989 trat er infolge der Samtenen Revolution von diesem Amt zurück, am 5. Dezember 1989 wurde er aus der Partei ausgeschlossen.

### Nach 1989
Ein in den 1990er Jahren wegen seiner Aktivitäten im Jahr 1968 gegen ihn eingeleitetes Verfahren wurde 2002 beendet. Hintergrund der Anklage war der Vorwurf des Landesverrats. Er habe, so die damalige Anklage, mit anderen Funktionären aus dem Staatsapparat und der KPČ 1968 versucht, mittels einer Neubildung der Regierung die Niederschlagung des Prager Frühlings durch den Einmarsch der Truppen des Warschauer Pakts zu legitimieren, indem diese Regierung einen Hilferuf an den Warschauer Pakt zum Einmarsch absenden sollte. Nach einem mehrjährigen Prozess erfolgte ein Freispruch, da kein Verstoß gegen die Gesetze der ČSSR festgestellt werden konnte.